# Nicht-Gatter

Funktionsprinzip eines Komplement-Gatters

Ein Nicht-Gatter (englisch: NOT gate), auch als Komplement-Gatter oder Invertierer bezeichnet, ist ein Gatter mit einem Eingang und einem Ausgang. Es entspricht dem logischen Nicht. In der Aussagenlogik wird das Komplement durch ein ¬ vor, in der Schaltalgebra durch einen Querstrich über den entsprechenden Symbolen dargestellt.
Dabei liefert der Ausgang eine 1, wenn am Eingang eine 0 anliegt und eine 0, wenn am Eingang eine 1 anliegt. Er liefert also die Negation des am Eingang anliegenden Signals.
| Funktion                                                     | Schaltsymbol | Schaltsymbol    | Schaltsymbol         | Wahrheitstabelle                                    | Relais-Logik |
| ------------------------------------------------------------ | ------------ | --------------- | -------------------- | --------------------------------------------------- | ------------ |
| Funktion                                                     | IEC 60617-12 | US ANSI 91-1984 | DIN 40700 (vor 1976) | Wahrheitstabelle                                    | Relais-Logik |
| {\displaystyle Y={\overline {A}}} {\displaystyle Y=\neg {A}} |              |                 |                      | \| A \| Y \| \| - \| - \| \| 0 \| 1 \| \| 1 \| 0 \| |              |
| A                                                            | Y            |                 |                      |                                                     |              |
| 0                                                            | 1            |                 |                      |                                                     |              |
| 1                                                            | 0            |                 |                      |                                                     |              |

Das Nicht-Zeichen (¬) befindet sich in Unicode an Position 00AC. Unter Windows lässt es sich eingeben, indem man während des Haltens der Alt-Taste die Zahl 0172 eingibt; unter Linux mit neueren Versionen von X11 kann es durch Compose, -, , erzeugt werden.

## Schaltzeichen
Es gibt mehrere Varianten des Schaltsymbols: Die amerikanische ist ein Dreieck mit Kringel, die europäische entweder ein Rechteck mit der Aufschrift „1“ oder ein Halbkreis mit einem Kringel bzw. einem schwarzen Punkt an Ein- oder Ausgang.
| Schaltsymbole | Anmerkung |
| ------------- | --- |
|               | Die amerikanische und drei europäische Varianten des Schaltsymbols für das NOT-Gatter (v. l. n. r. ANSI 91-1984, DIN 40900 alt, DIN 40900 neu,?) |

## Elektronische Realisierung
Ein Nicht-Gatter kann beispielsweise auf einem bipolaren Schalttransistor in Emitterschaltung (siehe Bild links) basieren, der den Ausgang auf Masse (logisch 0) legt, sobald er eingeschaltet ist. Ist er aus, so ist die Masseverbindung unterbrochen und der Ausgang liegt durch den Kollektorwiderstand der Emitterschaltung auf Pluspotenzial (logisch 1).
In integrierten Schaltungen werden Nicht-Gatter meist mittels der CMOS-Logik, basierend auf einem p-Kanal- und einem n-Kanal-MOSFET, realisiert (siehe Bild rechts).

## Anwendungen
Nicht-Gatter können als Signalverstärker (Puffer) verwendet werden. Eine integrierte Schaltung mit sechs Invertierern ist zum Beispiel der 74HC04 in Highspeed-CMOS-Technologie. Mit Invertierern als Grundbausteine lassen sich auch Kipposzillatoren realisieren.
Insbesondere Invertierer mit einer Schmitt-Trigger-Eigenschaft können Eingängen von Mikrocontrollern vorgeschaltet sein, um aus gestörten oder sich stetig ändernden Signalen eindeutige Logiksignale zu erzeugen. Ein Beispiel ist der 6fach Inverter-Schaltkreis 40106.